# Архістратиг Михаїл (срібна монета 2023)
«Архістрати́г Михаї́л» — пам'ятна срібна монета номіналом 10 гривень, присвячена архангелу Михаїлу, введена Національним банком України в обіг 26 грудня 2023 року.
Монети належать до серії «Інші монети».

## Опис та характеристики монети
| Номінал грн. | Метал            | Маса, грам | Якість виготовлення       | Гурт                           | Тираж, штук |
| ------------ | ---------------- | ---------- | ------------------------- | ------------------------------ | ----------- |
| 10           | срібло 999 проби | 38,6       | спеціальний анциркулейтед | гладкий із заглибленим написом | 10 000      |

### Аверс
На аверсі монет із набору розміщено: угорі — напис «УКРАЇНА», над яким малий Державний Герб України; унизу — номінал монет «10» та графічний знак гривні. Рік карбування «2023» розміщений в центрі під написом «Національний банк України», які по колу, на тлі патерну зі стилізованих давньоруських київських гривен вагової, лічильної та монетної одиниці, окутані стилізованим лавровим вінком. Над написом зображено логотип НБУ.

### Реверс
На реверсі монети на дзеркальному тлі зображено Архістратига Михаїла, меч і німб якого виконані з використанням локальної позолоти. По колу монети з використанням шрифту «ChebanykSansN.2017 © VasylChebanyk». розміщено напис: «…ЗА НАС І ДУШІ ПРАВЕДНИХ, І СИЛА АРХІСТРАТИГА МИХАЇЛА» (рядки з поеми Т. Г. Шевченка «Гайдамаки»).

## Автори
- Художник: Таран Володимир, Харук Олександр, Харук Сергій.

## Вартість монети
НБУ здійснював продаж за ціною 2406 грн. Фактична приблизна вартість монети, з роками змінювалася так:
| Рік        | 2024  | 2025  |
| ---------- | ----- | ----- |
| Ціна, грн. | 3 500 | 5 100 |